# Franklin y sus amigos
Franklin y sus amigos es una serie estadounidense-britanicá-canadiense-singapurense-india-irlandesa con imágenes generadas por computadora, producida por Treehouse TV, Nickelodeon y Family. El show fue basado por los libros de Paulette Bourgeois y Brenda Clark.

## Personajes
- Franklin

Protagonista de la serie tiene 10 años  es una tortuga que cuando desea estar a solas simplemente se esconde en el interior de su caparazón, aunque no lo hace con mucha frecuencia. Por lo general, prefiere divertirse jugando a las canicas, montando en bicicleta o nadando en el estanque. En algunas ocasiones, Franklin también se ocupa de resolver algunos problemas. En definitiva, es una tortuga muy inteligente que con la ayuda de sus amigos y de su familia siempre consigue todo lo que se propone.
- Señor y Señora tortuga

Franklin quiere ser como sus papás cuando crezca. Su mamá sabe armar una tienda de campaña en el patio y su papá es estupendo contando historias. Cuando Franklin tiene un problema siempre acude a sus papás para pedir consejo.
- Harriet

Es la hermana pequeña de Franklin, tiene 3 años (en el programa Franklin tiene 1). Se parece mucho a él y su lugar favorito siempre es aquel en donde está su hermano. Es graciosa y muy valiente. Algunas veces vuelve loco a Franklin siguiéndolo por todas partes y preguntándole el por qué de las cosas. 
- Oso

Es el mejor amigo de Franklin, tiene 14 años. De hecho, le encanta hacer todas las cosas que él hace: practicar fútbol, montar en bicicleta y jugar al escondite. Todo ese ejercicio hace rugir el estómago de Oso, que siempre tiene que parar para descansar y comer sus aperitivos.
- Caracol

Es el amigo más pequeño de Franklin, tiene 8 años. Aunque es muy chiquito y no puede moverse con rapidez, siempre quiere hacer las mismas cosas que sus amigos. Es muy bueno dando consejos, aunque Franklin no siempre los sigue.
- Zorro

Es el mejor amigo de Franklin, a veces un poco exagerado su padre recolecta basura y los hace útiles (en un episodio de Franklin se supo de que su padre recolecta basura) le gusta los bocadillos igual que a oso.
- Castor

Es la amiga de Franklin, tiene 11 años. Es muy presumida con Franklin, muchas a veces le molesta.
- Gansa

Gansa adora las cosas simples y no le gustan los cambios de planes. A veces resulta graciosa pero sus amigos nunca se ríen de ella para no herir sus sentimientos,en un episodio se descubrió que gansa les dijo que sus padres se divorciaron.
- Conejo

El conejo está lleno de energía. Le encanta montar en bicicleta y en patineta y es el más rápido de todos sus amigos. Sin embargo, cuando llega el momento de concentrarse en un proyecto escolar lo pasa verdaderamente mal.

## Episodios
- Artículo Principal:Anexo:Episodios de Franklin y sus amigos

- Datos: Q547292